# ماتی لاهده
ماتی لاهده (انگلیسی: Matti Lähde; ۱۴ مهٔ ۱۹۱۱ – ۲ مهٔ ۱۹۷۸) اسکی‌باز صحرانوردی اهل فنلاند بود.
او در ۲ مه ۱۹۷۸ در لاپرنتا درگذشت.